# Enjuiciamiento contable
El enjuiciamiento contable, como jurisdicción propia del Tribunal de Cuentas español se ejerce respecto de las cuentas que deban rendir quienes recauden, intervengan, administren, custodien, manejen o utilicen bienes, caudales o efectos públicos.
La jurisdicción contable se extiende a los alcances de caudales o efectos públicos, así como a las obligaciones accesorias constituidas en garantía de su gestión.
La jurisdicción contable es compatible respecto de unos mismos hechos con el ejercicio de la potestad disciplinaria y con la actuación de la jurisdicción penal.
Dentro de esta labor de enjuiciamiento contable, están comprendidos los  siguientes asuntos:
1. Los juicios de las cuentas.
2. Los procedimientos de reintegro por alcance.
3. Los expedientes de cancelación de fianzas.

- Datos: Q5832860